# Советский (Алтайский край)
Советский — посёлок в Павловском районе Алтайского края. Входит в состав Арбузовского сельсовета.

## География
Расположен у безымянной группы озёр, в 7 км к северу от центра сельского поселения — станции Арбузовка.

## Население
| 1997 | 1998 | 1999 | 2000 | 2001 | 2002 | 2003 | 2004 | 2005 |
| ---- | ---- | ---- | ---- | ---- | ---- | ---- | ---- | ---- |
| 173  | ↘170 | ↘160 | ↗166 | ↘164 | ↗169 | ↘166 | ↘148 | ↘137 |
| 2006 | 2007 | 2008 | 2009 | 2010 | 2011 | 2012 | 2013 | 2019 |
| →137 | ↘135 | ↘134 | ↗151 | ↘118 | ↗120 | ↘117 | ↗122 | ↘109 |

Национальный состав
Согласно результатам переписи 2002 года, в национальной структуре населения русские составляли 72 %.